# Дефремери, Шарль
Шарль Франсуа Дефремери (фр. Charles François Defrémery; 8 декабря 1822, Камбре — 18 августа 1883, Сент-Валери-ан-Ко) — французский востоковед (арабистика, иранистика).

## Биография
Профессор арабского языка в Коллеж де Франс.
Член французского Азиатского общества.
Член Академии надписей и изящной словесности.
С 1860 года — член-корреспондент Петербургской АН.

## Научное наследие
Издал переводы ряда сочинений арабских и персидских авторов, в том числе Мирхонда, Саади и Хондемира.
Автор многочисленных работ, опубликованных под общим заглавием «Mémoires d’histoire orientale».

### Труды
- Histoire des sultans du Kharezm, par Mirkhond. Texte persan, accompagné de notes historiques, géographiques et philologiques (1842).
- Histoire des Samanides, par Mirkhond. Texte persan, traduit et accompagné de notes critiques, historiques et géographiques (1845).
- Voyages d’Ibn-Bartoutah dans la Perse, l’Asie Centrale et l’Asie Mineure (4 volumes, 1853—1859).
- Mémoires d’histoire orientale, suivis de Mélanges de critique, de philologie et de géographie (1854—1862).
- Gulistan, ou le Parterre de roses, par Sadi, traduit du persan et accompagné de notes historiques, géographiques et littéraires (1858).